# Opération Totalize
Seconde Guerre mondiale
Batailles
Opérations de débarquement (Neptune)
- Tonga (Deadstick, Batterie de Merville)
- Albany (Chicago, Manoir de Brécourt)
- Boston (Detroit)
- Utah Beach
- Omaha Beach (Pointe du Hoc)
- Gold Beach
- Juno Beach
- Sword Beach

Secteur anglo-canadien
- Caen
- Authie
- Perch (Villers-Bocage)
- Putot
- Bretteville-l'Orgueilleuse
- Norrey
- Mesnil-Patry
- Martlet
- Epsom
- Windsor
- Charnwood
- Jupiter
- Atlantic
- Goodwood
- Crête de Verrières
- Spring
- Bluecoat
- Totalize
- Tractable

Secteur américain
- Carentan
- Cotentin
- Cherbourg (Bombardement)
- Bataille des Haies (Elle, Saint-Lô, La Haye-du-Puits)
- Cobra
- Mortain

Fin de la bataille de Normandie et libération de l'Ouest
- Rennes
- Saint-Malo
- Brest
- Poche de Falaise
- Chambois
- Paris

Mémoire et commémorations
- Cimetières militaires de la bataille de Normandie
- Commémorations du 70e anniversaire
- Projet UNESCO de classement des plages

L'opération Totalize est une action militaire de la fin de la bataille de Normandie, pendant la Seconde Guerre mondiale, et fait partie du groupe d'engagements qui appartiennent à la bataille de Caen. L'opération fut lancée le 8 août 1944 par les forces armées canadiennes, britanniques et polonaises le long de la route de Caen à Falaise pour briser le front allemand. Aux petites heures du matin du 8 août, le 2e Corps canadien lança la première opération d'infanterie mécanisée à grande échelle des Alliés. Il obtint la rupture du front et captura des positions importantes. Mais, les troupes relativement inexpérimentées qui devaient les suivre ne parvinrent pas à exploiter cette percée, une contre-attaque blindée permettant aux Allemands de stopper l'offensive.
Les objectifs ne furent donc pas tous atteints. Toutefois, l'engagement des dernières réserves allemandes face aux Canado-Britanniques permit aux Américains, qui avaient percé à l'ouest, de contourner les défenses ennemies et déboucha sur l'encerclement des forces allemandes dans la poche de Falaise.
L'opération est le premier engagement de la 1re Armée canadienne en tant qu'unité intégrée. Elle regroupa les forces qui avaient débarqué à Juno Beach et les autres venant en soutien d'Angleterre, depuis son activation le 23 juillet. Elle a notamment causé la mort de l'as des blindés allemands, Michael Wittmann, dans son char Tiger au cours d'une contre-attaque manquée.

## Mise en situation
Caen était l'objectif principal des forces britanniques à leur débarquement à Sword Beach. Cependant, les Allemands avaient préparé leurs meilleures défenses à cet endroit et les renforts envoyés pour défendre la ville avaient pour mission de tenir coûte que coûte. La bataille évolua donc en une guerre de positions durant six semaines. Plusieurs assauts des troupes canadiennes et britanniques ne donnèrent rien jusqu'au 19 juillet. Ce jour-là, la 2e armée britannique lança l’opération Goodwood pour essayer de contourner Caen par le sud et l'est. Cette attaque força les Allemands à regrouper leurs troupes, dont trois divisions blindées de la 1re division SS Leibstandarte Adolf Hitler, sur la crête de Verrières ce qui les a distrait des mouvements de la 1re armée américaine à l'ouest de la ville.
Quarante-huit heures après le début de l’opération Goodwood, la Seconde division d'infanterie canadienne lança sa propre attaque sur la crête. Les pertes furent importantes et les gains minimaux. Du 25 au 27 juillet, une autre tentative fut faite du nom d’Opération Spring ; elle ne fut pas plus couronnée de succès. Les deux assauts firent perdre 2 800 soldats aux Canadiens et la crête demeura allemande.
Le 25 juillet, les troupes américaines lancèrent leur offensive lors de l’opération Cobra avec un succès immédiat. En deux jours, ils prirent Avranches et avancèrent à travers la Bretagne et le Maine. Afin de réagir à cette avancée, les Allemands dirigèrent deux de leurs divisions SS Panzer de la crête de Verrières vers le flanc ouest de la ville. Le Field Marshal Bernard Montgomery, commandant le 21e groupe d’armée et de facto le chef des forces alliées en Normandie, décida d'exploiter cette situation pour attaquer le flanc est des Allemands maintenant affaiblis. La 1re armée canadienne, commandée par le lieutenant-général Harry Crerar, tenait une partie de ce front, le 2e corps britannique tenait l'extrême est et le 2e corps canadien, dirigé par le lieutenant-général Guy Simonds, tenait le flanc sud de Caen. C'est ainsi que naquit l’opération Totalize.

## Plan de bataille

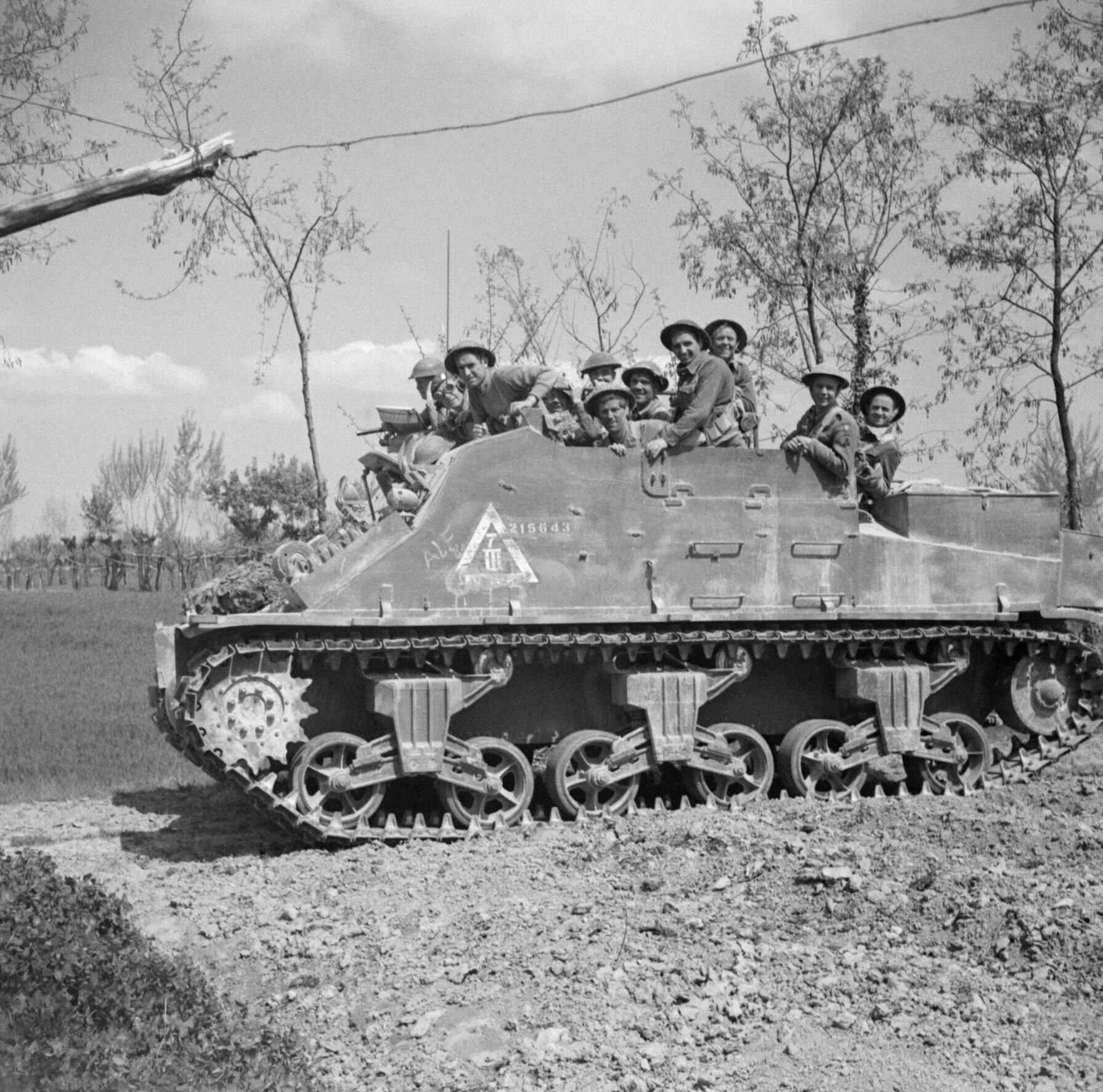
Un canon automoteur Priest transformé en transport de troupes Kangaroo

La position des Allemands sur la crête de Verrières était très solide. Les troupes d'infanterie, la 85e division venue de Rouen et les restes de la 272e division qui s'étaient battus lors de l’opération Goodwood, étaient bien établies dans leurs tranchées et commandaient les hauteurs. Il y avait cent canons anti-chars de 75 et 88 mm autour du village de Cramesnil, à l'arrière de la ligne de feu, pour interdire l'accès à la route Caen-Falaise. La 12e Panzerdivision SS Hitlerjugend avec cinquante chars de combat était en réserve à cinq kilomètres du front. Une partie de l'infanterie était sous les ordres du LXXXVI. Korps allemand mais la majorité, en plus de la division Panzer Hitlerjugend, était sous le commandement du quartier-général de la 1re division SS Leibstandarte Adolf Hitler
Montgomery chargea Guy Simonds d'élaborer les plans d'attaque. Sachant que les assauts d'infanterie massifs antérieurs avaient échoué devant la concentration d'artillerie, malgré le support des bombardiers du Royal Air Force Bomber Command, il proposa une tactique radicalement nouvelle : la première attaque d'infanterie mécanisée à grande-échelle. Des unités des divisions d'infanterie canadiennes et britanniques avaient utilisé des canons automoteurs de type M7 Priest lors du débarquement le Jour J. On les avait remplacés ensuite par des canons tractés de type QF 25. Simonds ordonna de transformer les Priests en transports blindés de troupes, qui furent nommés Kangaroo, ce qui permit à l'infanterie de se déplacer rapidement à l'abri des tirs ennemis, tout en opérant en conjonction avec les divisions blindées.
Le plan de Simonds prévoyait un bombardement massif par la RAF des défenses allemandes sur 6 kilomètres le long de la route Caen-Falaise la nuit du 7 au 8 août, suivi d'une attaque des blindés et des Kangaroos. À l'ouest de la route, on retrouvait la 4e brigade d'infanterie canadienne et la 2e brigade blindée canadienne, de la 2e division canadienne. À l'est, Simmons disposait de la 154e brigade (Highlands) et de la 33e brigade blindée britannique, toutes deux de la 51e division britannique. Ces deux colonnes devaient capturer les défenses anti-chars allemandes de Cramesnil et Saint-Aignan à l'aube.
La seconde phase consistait à envoyer le reste des troupes d'infanterie, des deux divisions mentionnées précédemment, à l'assaut des défenses avancées allemandes. De plus, la 3e division canadienne et la 49e division britannique devaient s'occuper d'élargir le front afin de briser les lignes allemandes et de permettre à la 4e division blindée canadienne et à la 1e division blindée polonaise d'avancer vers le sud dans le corridor de Cramesnil. En préparation de cette phase, les bombardiers de la 8th USAAF devaient viser les positions des réserves allemandes à Hautmesnil. Le but était de conquérir les hauteurs au nord de Falaise, à 25 kilomètres du point de départ.

## Déroulement

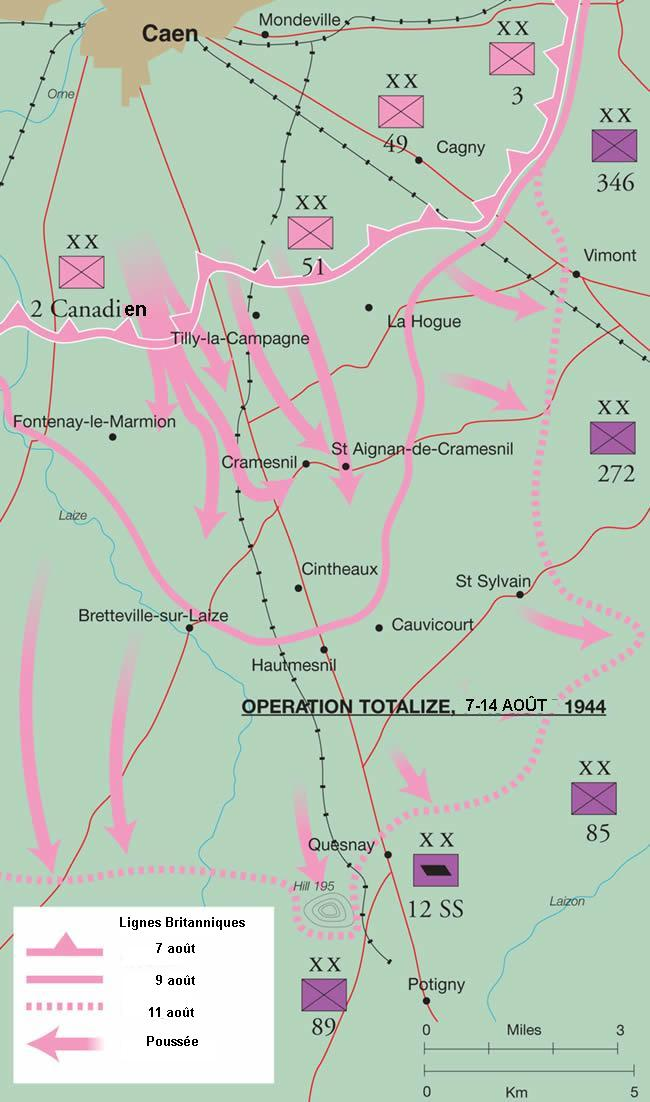
Carte des opérations

L’opération fut déclenchée dans la nuit du 7 au 8 août, au même moment que le début de l'opération Lüttich, la contre-attaque allemande ordonnée par Hitler à l'ouest. Alors que la 51e division d'infanterie avançait rapidement vers le Sud, la 2e division d'infanterie canadienne dépassa tous ses objectifs et prit Rocquancourt. Dans la matinée, Bretteville-sur-Laize fut également occupée. La nuit, qui avait permis de réduire l’avantage des blindés allemands sur les Sherman M4, avait fait place au jour et les troupes alliées étaient maintenant très visibles. Sur le front, la Hitlerjugend, jusqu’alors laissée en réserve, vint renforcer les divisions d’infanterie.
L’effort canadien avait porté essentiellement sur le flanc droit, à l’ouest de la route Caen - Falaise, négligeant les hauteurs à l’est, sur le flanc gauche des Polonais, vulnérables aux canons anti-chars des allemands. Lorsque les chars d’assaut alliés se mirent en marche dans la plaine, ils furent rapidement pris à partie par les canons des chars et des Flak 88 allemands, qui avaient subi peu de pertes lors du bombardement aérien de la RAF. Cramesnil et Cintheaux furent libérés, mais au prix de combats acharnés qui n’avaient rien à voir avec la percée escomptée. Le kampfgruppe Waldmuller, rassemblant ses derniers chars, ne reculait qu’en infligeant des pertes importantes aux Polonais.
Pour retrouver l’initiative, Kitching, commandant la 4e division blindée canadienne, prépara un assaut nocturne. Pour cela, il forma deux groupes de combat. La force Halpenny devait attaquer Bretteville-le-Rabet, tandis que la force Worthington visait la cote 195. Progressant dans l’obscurité, Worthington atteignit non pas la cote 195, mais la cote 140, en plein milieu des lignes des Hitlerjugend. Au matin du 9 août, les Canadiens furent encerclés par les Panther et Tiger, puis bombardés par erreur par leur propre aviation en tentant de se retirer. Ce n’est qu’au soir qu’un assaut du 1er régiment blindé polonais atteignit les survivants de la force Worthington et leur permit de revenir dans les lignes alliées perdant 47 chars et 240 hommes. Les Polonais, malgré la réussite de leur assaut, durent se retirer en raison de la tombée de la nuit.
Le 10 août, Simonds relança sa 4e division blindée sur le bois de Quesnay, qui barrait le chemin vers le Laison, et dut subir le feu meurtrier des SS. Rapidement, il devint clair que le bois de Quesnay resterait allemand. Bien que la 1re division blindée polonaise et la 3e division d'infanterie canadienne aient avancé de leur côté au-delà d'Estrées et Soignolles en direction du Laison, Simonds suspendit l’opération Totalize à moins de 12 kilomètres de Falaise.

## Retombées
Les succès stratégiques de la première phase ont été importants au prix de lourdes pertes dans les deux divisions blindées alliées mais ont infligé des pertes difficilement remplaçables de 1 500 hommes aux Allemands déjà très affaiblis. Malgré tout, Falaise, l'objectif final, ne fut pas atteint et Simonds dut concevoir une autre opération appelée opération Tractable, du 14 au 21 août, pour terminer le travail. Ce n'est que le 21 que la poche de Falaise se referma.
Du côté canadien, le major-général Rodney Keller, commandant de la 3e division d'infanterie, fut blessé par un tir ami lors du bombardement des positions allemandes par les avions américains. Ses blessures et certaines indiscrétions de sa part avant le Jour J, menèrent ses supérieurs à le relever de son commandement.  Du côté allemand, au cours de la journée du 8 août, Michael Wittmann, un as des blindés qui comptait 150 victoires et qui avait donné tant de fil à retordre aux Britanniques lors de l’opération Perch sur Villers-Bocage, trouva la mort dans son char Tigre au cours d’une contre-attaque manquée.

### Source
- (en) Cet article est partiellement ou en totalité issu de l’article de Wikipédia en anglais intitulé « Operation Totalise » (voir la liste des auteurs).